# Адриани, Гётц
Гётц Адриани (нем. Götz Adriani; род. 21 ноября 1940, Штутгарт) — немецкий историк искусства и куратор; директор Кунстхалле Тюбингена (1971—2005) и Музея Фридера Бурды; почетный профессор Государственной академии художеств в Карлсруэ; обладатель ордена Академических пальм (1985), французского ордена Искусств и литературы и немецкого ордена «За заслуги» первого класса.

## Биография
Гётц Адриани родился 21 ноября 1940 года в Штутгарте. После окончания средней школы изучал историю искусств, археологию и историю в Тюбингене, Мюнхене и Вене.
В 1964 году получил докторскую степень по теме «Der mittelalterliche Predigtort und seine Ausgestaltung» (Средневековое место проповеди и его оформление). В 1965 году прошел стажировку в Государственной галерее в Штутгарте. В 1966 году Адриани начал работать в Гессенском государственном музее (Hessisches Landesmuseum) в Дармштадте, где отвечал за отдел живописи, а также за коллекцию Карла Штрёера — от Йозефа Бойса до американского поп-арта. Благодаря последнему были установлены контакты с известными немецкими и американскими художниками — Бойсом и Уорхолом, Раушенбергом, Ольденбургом, Лихтенштейном и Сегалом, Стеллой, де Марией, Флавеном, Базелицем, Палермо, Польке, Рихтером и Вальтером.
Весной 1971 года Гетц Адриани принял предложение Георга Карла Пфалера и стал директором-основателем Тюбингенской картинной галереи(Kunsthalle Tübingen), которая была создана фондом дочерей Роберта Боша Паулы Зундель и Маргарет Фишер-Бош в память о художнике Георге Фридрихе Цунделе. С помощью презентаций художников классического модернизма и современности, чьи работы еще не выставлялись в немецкоязычных странах или едва были известны, Адриани удалось реализовать выставочные программы надрегионального статуса в Тюбингене. Под его руководством Кунстхалле стал важным местом встречи современного искусства и авангарда, особенно в первое десятилетие своего существования. Среди прочего, здесь были представлены первые ретроспективы и ранее неизвестные группы работ следующих художников:

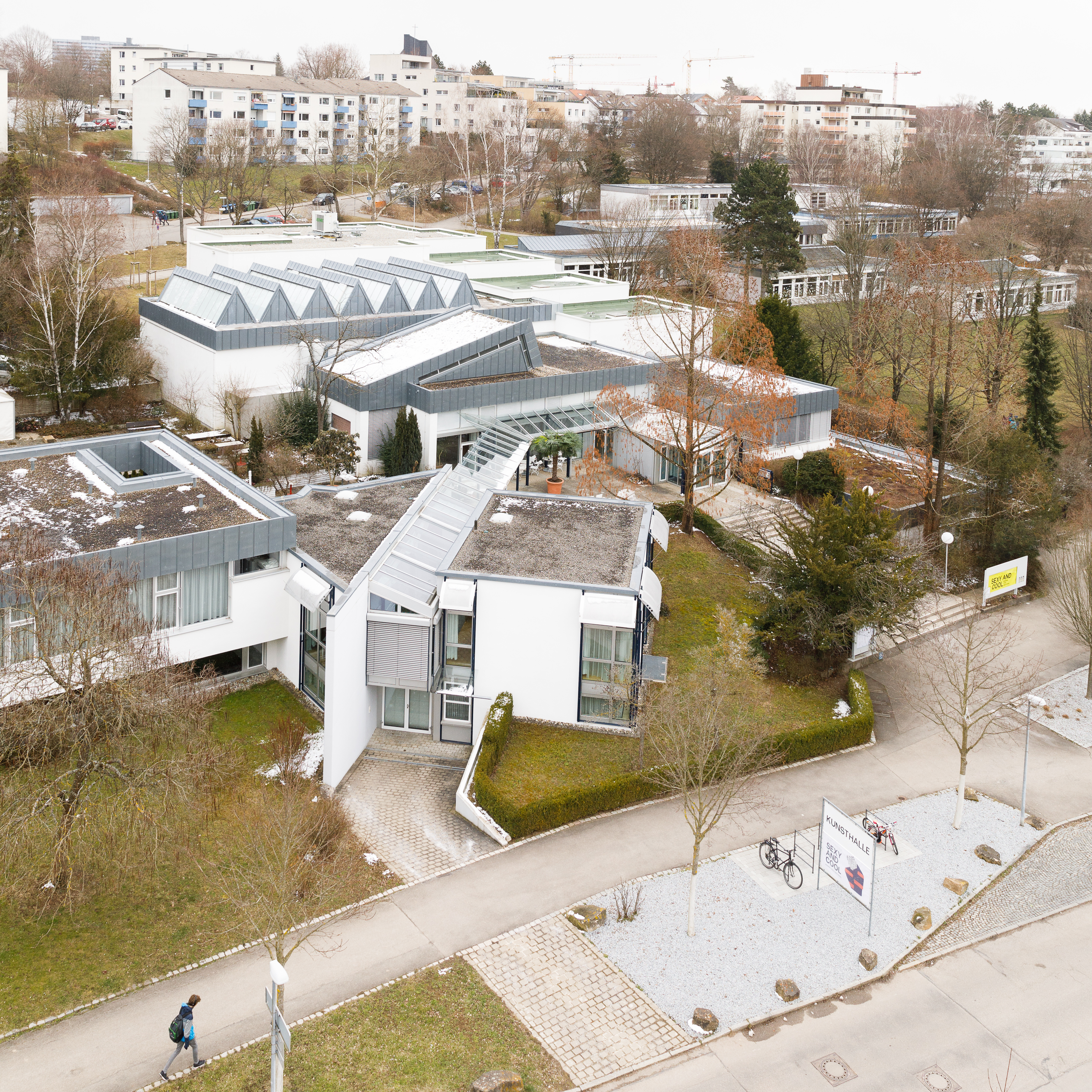
Кунстхалле Тюбингена

• 1972: Франц Эрхард Вальтер; Джордж Сигал; Ульрих Рюкрим.
• 1973: Джозеф Кошут; Йозеф Бойс (также 1984 и 1988 гг.).
• 1974: Пьеро Мандзони; Ричард Гамильтон (также 1978 и 2002).
• 1975: Клас Ольденбург.
• 1976: Бернд и Хилла Бехер; Зигмар Польке (также 2007).
• 1977: Питер Рёр; Фрэнк Стелла.
• 1978: Ричард Серра.
• 1979: Роберт Раушенберг.
• 1980: Готтхард Граубнер.
• 1983: Жан Дюбюффе.
• 1988: Энди Уорхол (также 1998).
• 1990: Ансельм Кифер.
• 1990/91: Дуэйн Хансон; Гюнтер Ферг.
• 1994: Том Вессельманн.
• 1997: Роберт Лонго.
• 1999: Гюнтер Брус.
• 2003: Мартин Киппенбергер.
Еще одна важная серия выставок Адрианиса была посвящена преимущественно французским основоположникам и главным героям модернизма. За некоторыми исключениями, эти научно разработанные ретроспективы имели свои немецкие премьеры в Кунстхалле Тюбинген (Kunsthalle Tübingen):

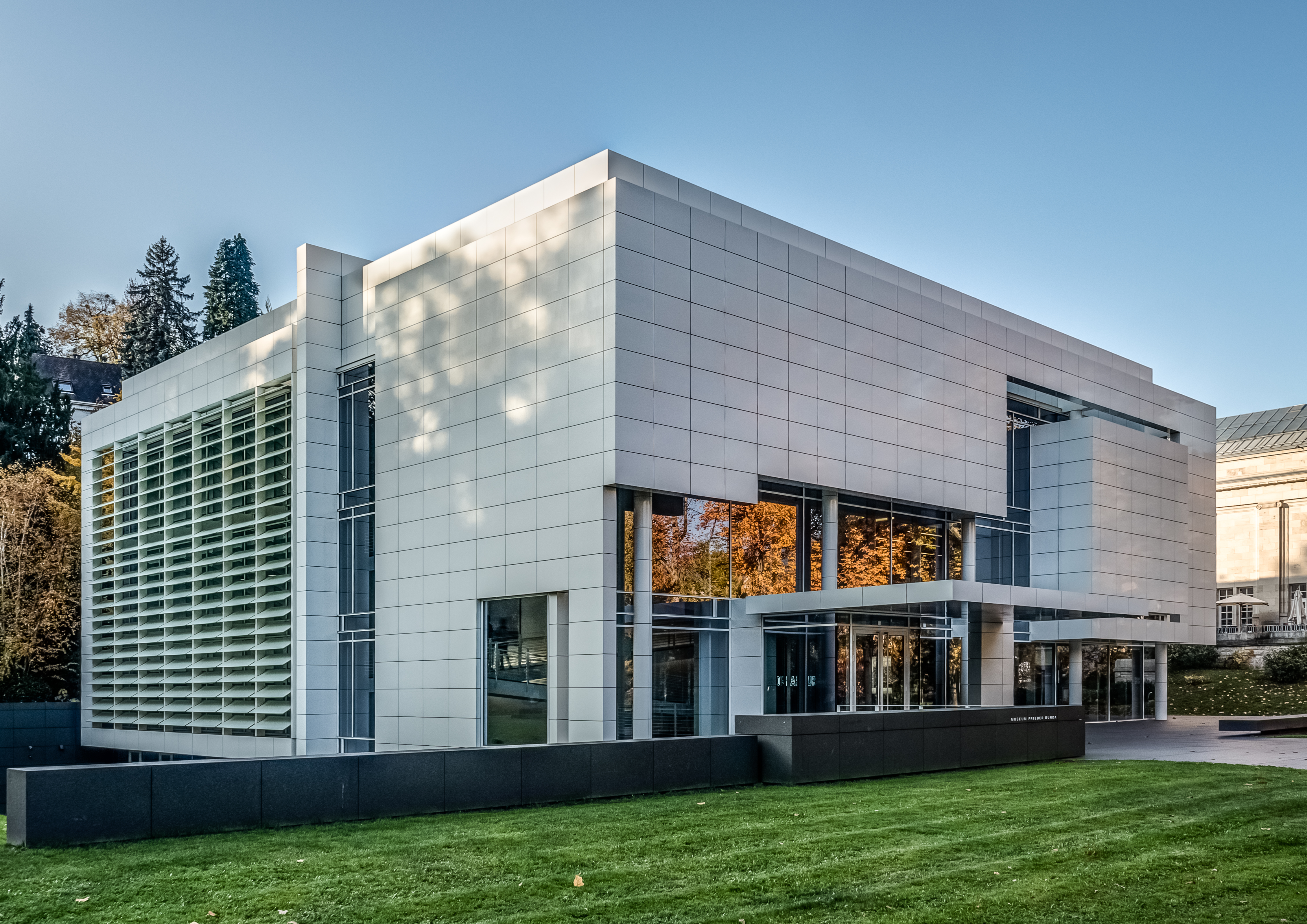
Музей Фридера Бурды в Баден-Бадене

• 1976: Анри де Тулуз-Лотрек, Графическая работа (также 2002).
• 1978: Поль Сезанн, Графические работы.
• 1981: Альберто Джакометти.
• 1982: Поль Сезанн, акварель.
• 1984: Эдгар Дега; Рисунки эскизов пастелью маслом.
• 1986: Пабло Пикассо, пастель, рисунок, акварель; Энгр и Делакруа, рисунки и акварель.
• 1986/87: Анри де Тулуз-Лотрек, живопись и этюды.
• 1993: Сезанн, живопись.
• 1995: Эдгар Дега, портреты.
• 1996: Огюст Ренуар, живопись.
• 2001: Анри Руссо, Переход к современности.
• 2002: Пабло Пикассо, фигура и портрет.
• 2005: публичные дома и будуар, сцены современности, Сезанн, Дега, Тулуз-Лотрек, Пикассо.
Что касается общественного резонанса, эти выставки достигли рекордов посетителей даже в международных масштабах. Например, в 1980-х и 90-х годах количество посетителей было более двухсот- трехсот тысяч. В 1993 году состоялась выставка картин Сезанна, в которую вошли 97 картин, эта выставка считается одной из крупнейших и важнейших выставок художника. За 15 недель Кунстхалле посетили более 430 000 человек, и было продано около 250 000 каталогов (каталог, который сегодня в мире сичтается уникальным). В 1996 году 104 картины на первой выставке Ренуара в немецкоязычных странах снова привлекли более 420 000 посетителей. Бюджет проектов выставок Гётца Адриани составлял всего 40 000 евро в год, включая публикации каталогов, которые отличались тщательно исследованным содержанием и высоким качеством исполнения.
Летом 2003 года, благодаря прибыли, полученной от деятельности Кунстхалле, и пожертвованию Георга Цунделя, сына основательницы галереи, муниципальное учреждение было преобразовано фонд гражданского права. Это обеспечило финансовую основу для дальнейшего существования галереи.
Адриани отказался от предложений взять на себя управление Музеем Фолькванг в Эссене, Штутгартской государственной галереей, Музеем Людвига в Кёльне, Художественной коллекцией Северного Рейна-Вестфалии в Дюссельдорфе, от вновь созданной должности генерального директора Франкфуртских музеев и генерального директора Баварского государственного собрания живописи в Мюнхене. Помимо работы в Тюбингене, он также активно сотрудничал с другими учреждениями. Например, он трижды был немецким комиссаром биеннале в Сан-Паулу, и долгое время он активно работал в президиуме Института международных отношений в Штутгарте и в попечительском совете Культурного фонда концерна Friedrichshafen.
В 1985 году он был назначен почётным профессором Государственной академии изящных искусств в Карлсруэ, а с 1999 по 2004 год Гётц Адриани был также директором-основателем Музея нового искусства в Карлсруэ (Центр искусств и медиатехнологий), где, помимо развития и расширения музейной коллекции, он был ответственен в общей сложности за 16 выставочных проектов — о Брюсе Наумане, Франце Весте, Тобиасе Ребергере или Мартине Киппенбергере — инициированных и реализованных. С 1994 по 1999 год он консультировал Художественный консультативный совет Бундестага по вопросам оснащения здания берлинского Рейхстага произведениями искусства, и, наконец, с 2001 года он поддерживает Фридера Бурду в процессе строительства, эксплуатации и программировании его музея в Баден-Бадене. Как член правления Фонда Фридера Бурды, Адриани организовал, среди прочего, для музея обширные выставки, посвященные Зигмару Польке, Герхарду Рихтеру и Георгу Базелицу.
В 2005 году Гётц Адриани оставил Кунстхалле Тюбингена (Kunsthalle Tübingen). В 2011/2012 Кунстхалле отпраздновал свое 40-летие юбилейным шоу из двух частей, посвященным выставочным инициативам Адриани.

## Награды
Адриани получил множество призов и наград за свою деятельность, в том числе премию Фонда Тео Вормленда в Мюнхене (1985). В том же году он был награжден Орденом пальмовых первенств. В конце 1990-х Адриани удостоен премии фонда Вюртембергского ипотечного банка (Württembergische Hypothekenbank) в области искусства и науки и Ордена искусств и литературы (Ordre des Arts et des Lettres).
Он награждён медалью за заслуги перед государством Баден-Вюртемберг, орденом Французского Почетного легиона, Крестом за заслуги перед Федеративной Республикой Германии первой степени.
Почетный гражданин университетского города Тюбинген.